# Celeste y La Generación
Celeste y la generación es el tercer álbum de Celeste Carballo, lanzado en 1985. 
A la hora de encarar este vuelco al rock más visceral, Celeste reclutó para su nueva banda, “La Generacion Fusilada”, al pionero del punk de La Plata el guitarrista Marcelo Montolivo (Los Baraja), y a Eduardo Criscuolo, Gonzo Palacios, Manolo Loron, y Claudio catiti Cabral. Contó con la producción de Charly García, quien, se dice, los vio en vivo e inmediatamente ofreció hacerse cargo de una producción veloz, directa y cruda.

## Lista de temas
1. ¿Seré Judía? (Celeste Carballo)
2. Los Poetas de Latinoamérica. (Celeste Carballo)
3. Sabemos que Vuelvo Pronto. (Celeste Carballo)
4. Buscábamos Vida. (Celeste Carballo/Roxana Curras)
5. No me Voy a Olvidar. (Celeste Carballo)
6. Autosuficiencia. (Ignacio Canut/Eduardo Benavente)
7. Más que Imaginación. (Celeste Carballo)
8. Trabas Emocionales. (Celeste Carballo/Marcelo Montolivo)
9. Por una Bala Menos (Celeste Carballo)